# Filóstrato el Joven
Filóstrato el Joven (Φιλόστρατος, siglo III d. C.) fue un sofista griego, también conocido como Filóstrato de Lemnos; pero para evitar la confusión con su abuelo, quien también fue llamado Filóstrato de Lemnos, se le llama el Joven. Vivió durante el periodo griego del Imperio Romano.

## Datos biográficos
Fue autor de una serie de Imágenes que no han sobrevivido íntegramente. En el prefacio de su obra se refiere a su abuelo materno, autor de la primera serie de Imágenes, quien a su vez fue yerno del también célebre sofista denominado Filóstrato de Atenas. 
Las fechas probables de realización de la obra de Filóstrato el Joven fueron entre los años 250 y el 300 d. C.